# Елия (чешма)
Вижте пояснителната страница за други значения на Елия.
Елия e името на чешма в гр. Никопол. Старото име на чешмата е Сютлийка.
Намира се в южната част на града, на 1 км от река Дунав. Представлява античен римски саркофаг с латински надпис – епитафия на Елия, рано починалата съпруга на римския чиновник Фронтон. Надписът е датиран от историците към 160 – 181 г.
По-късно, вероятно по време на османската власт саркофагът е вграден в чешма, висока З м с фронт 4 м. На надписа върху саркофага обръща внимание френският археолог Дижарден. Той остава много впечатлен и превежда елегията на френски, като оставя на чешмата и собствена плоча.
Чешмата Елия е действаща, с изворна вода.